# Niometersspelare

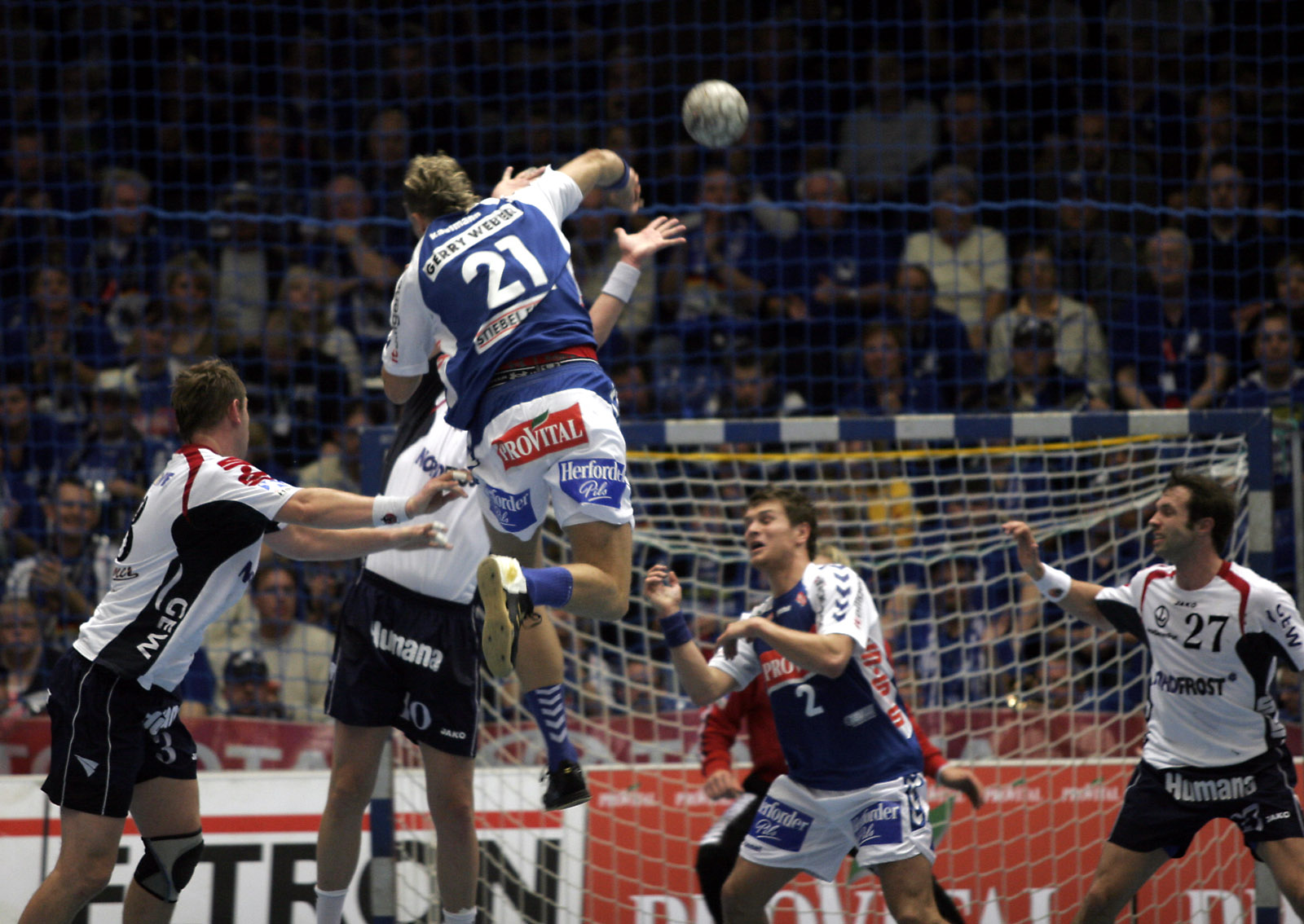
Vänsternian Lars Kaufmann skjuter över täckande försvarare.

Niometersspelare kallas i handboll de spelare som i anfallet spelar utanför målgårdslinjen, ofta längs den streckade frikastlinjen eller utanför denna. Spelarna benämns ofta höger-, mitt- och vänsternia. Mittnian är oftast spelfördelare och bestämmer kombinationer. Spelarna spelar bollen mellan sig och om försvaret täcker offensivt med 5.1 eller med höga tvåor måste niometersspelarna ta större djup, det vill säga ha större avstånd till försvararna. Spelarna är i rörelse och byter ofta plats inbördes under anfallet, ibland genom så kallade växlar då spelare och boll byter position. Då en skytt går upp för att skjuta lämnar försvararna sin lägre position och stöter på skytten varvid luckor för inspel till mittsex kan uppstå. En vänsternia eller högernia som hotar för skott kan göra att försvararna packar ihop sig och lucka för utspel till kantspelare uppkommer. I niometesspelet är bolltempo och timing i passningar viktiga. Passningarna ska ofta slås så att de når medspelare som redan tagit fart och har lättare att göra genombrott än ett mer stillastående försvar. Ytterniorna brukar vara de huvudsakliga skyttarna och försöker antingen skjuta från distans eller göra genombrott för att skjuta från sexmeterslinjen.

## Kända niometersspelare

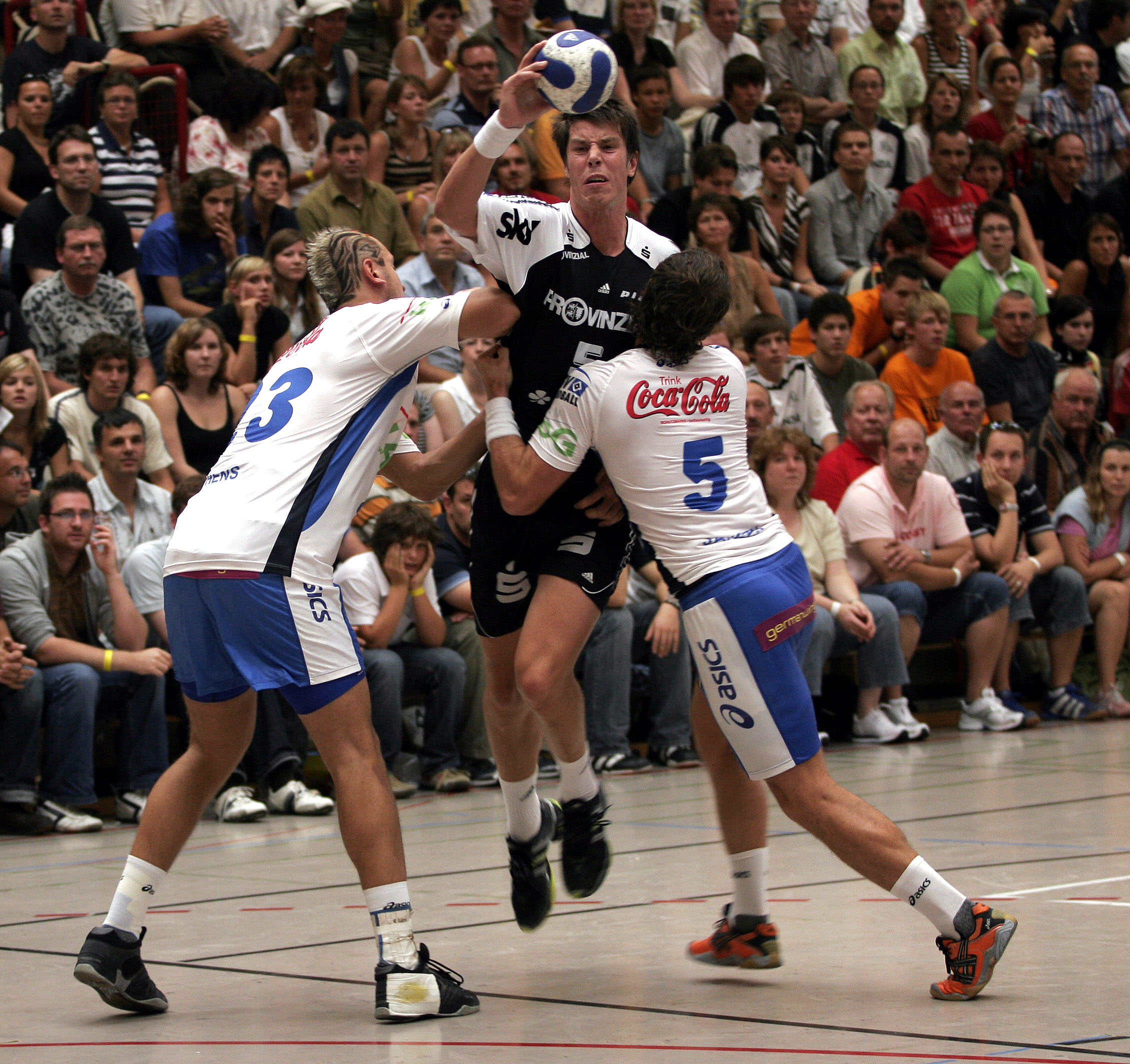
Högernian Kim Andersson under ett försök till genombrott.

- Anja Andersen
- Kim Andersson
- Magnus Andersson
- Ivano Balić
- Dalibor Doder
- Jim Gottfridsson
- Gheorghe Gruia
- Isabelle Gulldén
- Björn Jilsén
- Nikola Karabatić
- Stefan Lövgren
- Nora Mørk
- Cristina Neagu
- Staffan Olsson
- Vasile Stîngă
- Linnea Torstenson
- Ljubomir Vranjes
- Veselin Vujović